# Universitat Tsinghua

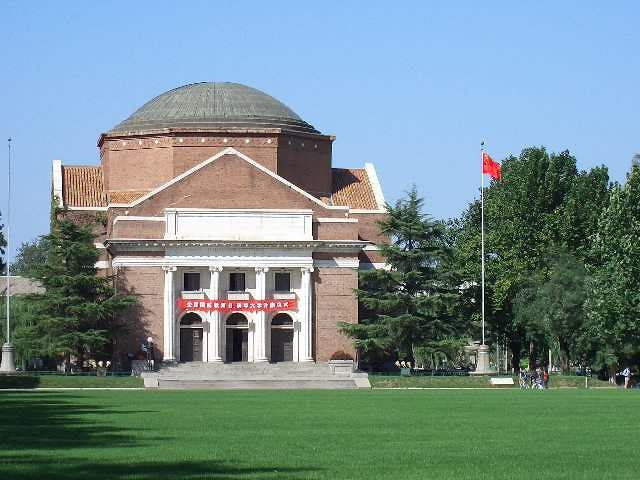
El gran auditori, construït el 1917

La Universitat Tsinghua (en xinès tradicional: 清華大學, xinès simplificat: 清华大学, pinyin: Qīnghuá Dàxué) és una universitat que es troba a Pequín, Xina. Es considera una de les millors i més selectes universitats xineses, en el Rànquing de Xangai de 2021 estava classificada com la 45a del mon i la primera de la Xina. Fou fundada el 1911 com una escola preparatòria per a alumnes xinesos que aspiraven a continuar llurs estudis a universitats nord-americanes, l'escola va estendre's i començà a oferir carreres d'estudis amb plans de quatre anys el 1925. El programa preparatori continuà fins al 1949. Fa un programa d'intercanvi amb la Universitat de Temple, a Filadèlfia.

## Història

### Inicis
La Universitat de Tsinghua es va establir a Pequín durant un període tumultuós de convulsions nacionals i conflictes amb potències estrangeres que van culminar amb la Rebel·lió dels Bòxers, un aixecament contra la influència estrangera a la Xina. Després de la repressió de la revolta per una aliança estrangera que incloïa els Estats Units, la dinastia Qing governant va haver de pagar indemnitzacions als membres de l'aliança. El secretari d'estat dels Estats Units, John Hay, va suggerir que la indemnització de Boxer de 30 milions de dòlars dels EUA era excessiva. Després de moltes negociacions amb l'ambaixador de Qing, Liang Cheng, el president dels Estats Units, Theodore Roosevelt, va obtenir l'aprovació del Congrés dels Estats Units el 1909 per reduir el pagament de la indemnització en 10,8 milions de dòlars, amb la condició que els fons s'utilitzessin com a beques per als estudiants xinesos per estudiar als Estats Units.
Amb aquest fons, el Tsinghua College (清華學堂; Qīnghuá Xuétáng) es va establir a Pequín, el 29 d'abril de 1911 al lloc d'un antic jardí reial per servir com a escola preparatòria per als estudiants que el govern tenia previst enviar als Estats Units. La YMCA va reclutar professors de ciències dels Estats Units. El lema de Tsinghua, "Autodisciplina i compromís social", es va derivar d'un discurs de 1914 per un destacat erudit i membre de la facultat Liang Qichao, en el qual citava l'I Ching per descriure una noció del cavaller ideal.
El 1925, l'escola va establir el seu propi programa de pregrau de quatre anys i va iniciar un institut de recerca sobre estudis xinesos. El 1928, l'escola va canviar el seu nom a la Universitat Nacional de Tsinghua.
Durant la Segona Guerra Sino-japonesa, moltes universitats xineses es van veure obligades a evacuar els seus campus per evitar la invasió japonesa. El 1937, la Universitat de Tsinghua, la Universitat de Pequín i la Universitat de Nankai es van fusionar per formar la Universitat Temporal de Changsha, situada a Changsha, Hunan. La universitat fusionada es va convertir més tard en la National Southwestern Associated University, situada a Kunming, Yunnan. La secció de la Universitat de Tsinghua de la universitat fusionada va tornar a Pequín al final de la Segona Guerra Mundial.

### Segona meitat segle XX
Després del final de la guerra civil xinesa el 1949, la Xina va viure una revolució comunista que va portar a la creació de la República Popular de la Xina. El llavors president de la Universitat de Tsinghua, Mei Yiqi, juntament amb molts professors, van fugir a Taiwan amb el govern nacionalista en retirada. Van establir l'Institut Nacional de Tecnologia Nuclear Tsing Hua el 1955, que més tard es va convertir en la Universitat Nacional Tsing Hua de Taiwan, una institució independent i diferent de la Universitat de Tsinghua.
El 1952, el Partit Comunista Xinès va reagrupar les institucions d'educació superior del país en un intent de construir un sistema d'estil soviètic on cada institució s'especialitzés en un determinat camp d'estudi, com les ciències socials o les ciències naturals. La Universitat de Tsinghua es va convertir en un institut politècnic centrat en l'enginyeria i les ciències naturals.
El 1953, Tsinghua va establir un programa de consellers polítics, convertint-se en la primera universitat a fer-ho seguint la directiva del Ministeri d'Educació de 1952 per començar a pilotar aquests programes.: 107  Com a consellers polítics, els nous graduats que també eren membres del Partit Comunista van treballar com a consellers polítics en la gestió. El cos estudiantil i les organitzacions estudiantils, sovint servint simultàniament com a secretaris de la Lliga de la Joventut Comunista. Més tard, el programa es va expandir a altres universitats després del seu aval de Deng Xiaoping i es va institucionalitzar encara més a la Xina als anys noranta i als anys 2000.
De 1966 a 1976, la Xina va experimentar una immensa inestabilitat sociopolítica i una inestabilitat durant la Revolució Cultural. Molts estudiants universitaris van sortir de les aules de Tsinghua i d'altres institucions, i alguns es van unir a la Guàrdia Roja, cosa que va provocar el tancament complet de la universitat, ja que els professors eren perseguits o no podien ensenyar. No va ser fins al 1978, un cop acabada la Revolució Cultural, que la universitat va començar a acollir estudiants i a ressorgir com una força en la política i la societat xinesa.
Durant la campanya Critica a Lin, critica a Confuci de 1973 a 1976, els grups de crítica formats a la Universitat de Tsinghua i de Pequín van difondre comentaris sota el pseudònim de "Liang Xiao". El pseudònim sona com el nom d'una persona, però és un homòfon per a "dues escoles".
A la dècada de 1980, Tsinghua va evolucionar més enllà del model politècnic i va incorporar un sistema multidisciplinari que posava èmfasi en la col·laboració entre diferents escoles dins de l'entorn universitari més ampli. Sota aquest sistema, s'han reincorporat diverses escoles, com ara Tsinghua Law School, School of Economics and Management, School of Sciences, School of Life Sciences, School of Humanities and Social Sciences, School of Public Policy and Management. , i l'Acadèmia d'Arts i Disseny.
El 1996, l'Escola d'Economia i Gestió va establir una associació amb la Sloan School of Management de l'Institut Tecnològic de Massachusetts. Un any més tard, Tsinghua i el MIT van iniciar el programa de MBA conegut com a MBA global de Tsinghua-MIT.
El 1998, Tsinghua es va convertir en la primera universitat xinesa a oferir un programa de màster en dret (LLM) en dret nord-americà, a través d'una empresa cooperativa amb la Temple University Beasley School of Law.

### Segle XXI
Entre els antics alumnes de Tsinghua hi ha l'actual secretari general del Partit Comunista Xinès i líder suprem de la Xina, Xi Jinping, qui es va graduar en enginyeria química, juntament amb el secretari general del PCC i antic líder suprem de la Xina Hu Jintao, llicenciat en enginyeria hidràulica. A més dels seus poderosos antics alumnes, Tsinghua té la reputació d'acollir ponents convidats destacats a nivell mundial, amb líders internacionals Bill Clinton, Tony Blair, Henry Kissinger, Carlos Ghosn i Henry Paulson que han donat conferències a la comunitat universitària.
El 2018, la Universitat de Tsinghua constava de 20 escoles i 58 departaments universitaris, 41 instituts de recerca, 35 centres de recerca i 167 laboratoris, inclosos 15 laboratoris clau nacionals. El setembre de 2006, la Peking Union Medical College, una coneguda escola de medicina, va passar a anomenar-se "Peking Union Medical College, Tsinghua University", tot i que aquesta i la Universitat de Tsinghua són institucions tècnicament separades. La universitat gestiona la Tsinghua University Press, editorial que publica revistes acadèmiques, llibres de text i altres treballs acadèmics.
A través dels seus col·legis constitutius, escoles de postgrau i professionals i altres instituts, la Universitat de Tsinghua ofereix més de 82 programes de grau, 80 programes de màster i 90 programes de doctorat.
El 2014, Tsinghua va establir el Xinya College, un col·legi residencial d'arts liberals, com a projecte pilot per reformar l'educació de grau a la universitat. Modelat a partir de les universitats dels Estats Units i Europa, Xinya combina l'educació general i professional en una tradició d'arts liberals, amb un currículum bàsic d'estudis de literatura i civilització xinesa i occidental i cursos obligatoris d'educació física i llengües estrangeres. A més, mentre que la majoria dels estudiants universitaris de Tsinghua han d'escollir una especialització específica a l'entrada, els estudiants de Xinya declaren la seva carrera al final del primer any, cosa que els permet explorar diversos camps d'estudi diferents.
El desembre de 2014, la Universitat de Tsinghua va establir el Comitè Assessor del Currículum de Pregrau (ACUC). Es va convertir en la primera organització autònoma d'estudiants a la Xina continental per participar en la gestió de l'escola. El Comitè Acadèmic de la Universitat de Tsinghua, que es va establir formalment el 8 de juliol de 2015, ha estipulat a la carta de la comissió que els estudiants han de ser consultats a través de l'ACUC per a les resolucions que involucren estudiants de grau. A partir d'aleshores, Tsinghua va començar una nova ronda de reforma acadèmica que va durar des d'aleshores, incloent l'establiment d'un sistema de qualificació del GPA, la incorporació de classes d'escriptura, classes de pensament crític, classes de segones llengües estrangeres al pla d'estudis, exigint que els estudiants de grau puguin nedar abans de graduar-se, cooperant amb la Universitat de Pequín sobre el registre creuat de classes per complementar el currículum d'educació general dels altres, la reducció de les taxes per la retirada de classes, les transcripcions i els certificats, i l'ajust de les polítiques d'admissió a les escoles de postgrau coterminals. adding the writing classes, critical thinking classes, second foreign languages classes into curriculum,
El 2016, Schwarzman Scholars es va establir amb una dotació de gairebé 400 milions de dòlars per Steven Schwarzman, president i conseller delegat del Blackstone Group i altres corporacions multinacionals i líders globals. Schwarzman Scholars selecciona anualment entre 100 i 200 acadèmics de tot el món per inscriure's en un programa de lideratge de màster totalment finançat d'un any dissenyat per conrear la propera generació de líders globals. El 40% dels estudiants són seleccionats dels Estats Units, el 20% dels estudiants de la Xina, el 40% de la resta del món. Aquests estudiosos resideixen al campus universitari de Schwarzman College, un col·legi residencial construït específicament per al programa.
Segons un informe del Financial Times del 2018, la Universitat de Tsinghua s'ha relacionat amb el ciberespionatge.
El 2024, Tsinghua va anunciar que la seva oficina del president de la universitat s'havia fusionat amb el comitè del Partit Comunista Xinès de la universitat, que administraria directament la universitat d'ara endavant.

## Acadèmia
La Universitat de Tsinghua es dedica a una àmplia recerca i ofereix 51 programes de grau, 139 programes de màster i 107 programes de doctorat a través de 20 col·legis i 57 departaments que cobreixen una àmplia gamma de matèries, incloent ciències, enginyeria, arts i literatura, ciències socials, dret, medicina. Juntament amb la seva pertinença a la Lliga C9, les afiliacions de la Universitat de Tsinghua inclouen l'Associació d'Universitats del Pacífic, un grup de 50 universitats líders asiàtiques i americanes, la Universitat de Washington a l'Acadèmia Internacional de Becaris McDonnell de St. Louis, un grup de 35 principals universitats mundials, i l'Associació d'Universitats de Recerca d'Àsia Oriental, una xarxa de col·laboració en recerca de 17 membres de les principals institucions regionals.Tsinghua és membre associat del Consortium Linking Universities of Science and Technology for Education and Research (CLUSTER). Tsinghua és membre d'una Aliança Universitària d'Energia Baixa en Carboni (LCUEA), juntament amb la Universitat de Cambridge i el Massachusetts Institute of Technology (MIT)

### Admissions
L'admissió a Tsinghua per a escoles de grau i postgrau és extremadament competitiva. Les admissions de pregrau per als estudiants nacionals es decideixen mitjançant el gaokao, l'examen d'accés a la universitat nacional xinesa, que permet als estudiants incloure la Universitat de Tsinghua entre les seves opcions universitàries preferides. Tot i que la selectivitat varia segons la província, el gran nombre d'estudiants de secundària que sol·liciten la universitat cada any ha donat lloc a taxes d'acceptació generals molt inferiors al 0,1% de tots els participants. L'admissió a les escoles de postgrau de Tsinghua també és molt competitiva. Només un 16% dels sol·licitants de MBA són admesos cada any.

### Recerca
La investigació a la Universitat de Tsinghua es recolza principalment amb finançament governamental de programes nacionals i projectes especials. En les àrees de ciència i tecnologia, el finançament d'aquestes fonts supera els 20.000 milions de iuans, que subvencionen més de 1.400 projectes cada any realitzats per la universitat.
Cada any, la universitat acull l'Institut d'estiu de la propietat intel·lectual en col·laboració amb el Franklin Pierce Law Center de Concord, New Hampshire.
Les institucions de recerca científica de la Universitat de Tsinghua es divideixen en tres categories, incloses les institucions aprovades pel govern, les institucions establertes de manera independent per la universitat i les institucions establertes conjuntament per la universitat i les persones jurídiques independents fora de la universitat. A 31 de desembre de 2022, la Universitat de Tsinghua compta amb 428 institucions de recerca científica de nivell universitari en funcionament.